# Rudolf Fernau
Rudolf Fernau, född 7 januari 1898 i München, Kejsardömet Tyskland, död 4 november 1985 i samma stad, var en tysk skådespelare. Han filmdebuterade 1936.

## Filmografi, urval
- 1939 – Havet brinner
- 1940 – Isabel och kärleken
- 1941 – Vi ses igen, Franziska!
- 1944 – Det stumma vittnet
- 1955 – Barn, mödrar och en general
- 1956 – Mysteriet Anastasia
- 1976 – Den starka kvinnan